# Modan Gāru
De Modan Gāru is het sekssymbool van de jaren 20 in Japan. Deze nieuwe modieuze vrouw betoverde heel Japan en bracht daarbij veel commotie teweeg. De Modan Gāru was het eerste voorbeeld van een moderne vrouw zoals ze nu gekend is.

## Etymologie
In 1853 werden de grenzen van Japan terug geopend door de aankomst van Commodore Matthew Perry en de Zwarte Schepen. Deze zorgde voor het eindigen van de Sakoku (鎖国), de periode van nationale isolatie die tussen 1633 en 1639 tot stand kwam. Japan was vanaf dan terug gevoelig voor invloed van de buitenwereld. Het land werd onder meer beïnvloed op het vlak van de taal. Veel Engelse woorden werden opgenomen in het Japanse vocabulaire; zulke leenwoorden noemt men "gairaigo"(外来語). Het woord "moga" (モガ) is de afkorting van het Japanse "modan gāru" (モダンガール), een gairaigo, dat op zijn beurt van het Engelse "modern girl" komt. De schrijver Jun'ichirō Tanizaki (1886–1965) lanceerde deze term toen hij het boek "Naomi" publiceerde in 1924.

## Geschiedenis

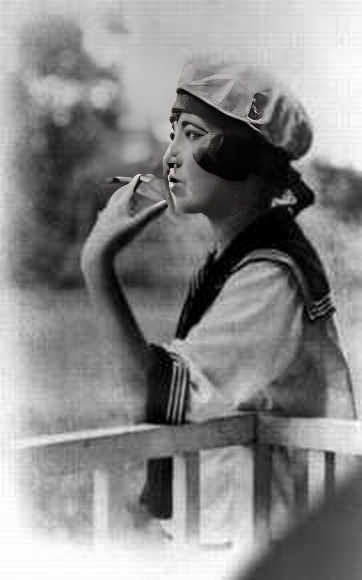
Dromende moga in matrozen outfit

Het moga tijdperk begint in 1923, vlak nadat de Grote Aardbeving van Kantō (1923) Tokio en naburige districten had verwoest. De wereld is in de ban van het modernisme en herstelt nog van de Eerste Wereldoorlog (1914-1918). Gedurende deze oorlog namen de vrouwen het werk van de mannen over terwijl deze aan het front zaten. Na de oorlog bleven vele vrouwen werken en begonnen ze voor gelijkheid van lonen en rechten te strijden. Dit zorgde in het Westen voor protesten van de vrouwenbewegingen die pleiten voor gelijke rechten. In Japan was men tijdens de Taishōperiode (1912-1926) eerder gericht op het kenbaar maken van het land op de internationale markten en in de internationale politiek. Amerika zou Japan hier sterk bij helpen. Deze zagen in Japan een belangrijk strategisch partner tegen China's opkomend nationalisme en Ruslands communisme. Amerika was een van de voornaamste connecties naar het Westen voor Japan. Hierdoor waaide het Jazz-tijdperk dat door het consumentisme in Amerika was ontstaan, al snel over naar Japan. Dit gebeurde dankzij de vele westerse films en magazines waarin de populaire vrouw van toen, ook wel een Flapper genoemd, de hoofdrol speelde. De Japanse variant van de westerse flapper was de modan gāru of moga. Zij werd begeleid door haar modan boy of mobo. De traditionele Japanse klederdracht werd vervangen door de in die tijd uitdagende westerse mode en ook de westerse gedachtegoed werd overgenomen. De moga was geboren.

## Invloedssfeer
De ontwikkeling van de gewone Japanse vrouw tot moga vond enkel plaats in de grote steden. Er was een te groot verschil tussen de sociale ontwikkelingen in de stad en op het platte land. De vrouwen buiten de stad hadden niet altijd de kans om onderwijs te volgen, noch de tijd en het geld om deel te nemen aan de modernistische rage. Zij moesten werken op het veld en het huishouden runnen. De meeste vrouwen in de steden die van goede kringen kwamen, waren geschoold en hadden wel de luxe om hier aan deel te nemen.

## Gedrag
De moga was een exhuberante vrouw die genoot van het leven. Haar gedrag botste met de normen van de maatschappij van toen: in plaats van zich te gedragen als een voorbeeldige huisvrouw was de modan gāru een flirterig type dat van dezelfde activiteiten genoot als haar mannelijke gezelschap. Ze rookte tabac, dronk alcohol en debatteerde mee over de laatste thema's. Hiernaast interesseerde zij zich ook in hobby's die oorspronkelijk enkel voor de man bedoeld waren zoals tennis en autorijden. Ze was een zelfverzekerde dame die de westerse gewoontes van de jaren 1920 verpersoonlijkte.

## Feminisme
Moga's worden vaak met feminisme gelinkt. Een vaak voorkomende misvatting is dat ze lid waren van vrouwenbewegingen die voor gelijkheid pleitten. In tegendeel, de vrouwenbewegingen die waren overgewaaid uit Amerika en de moga's die veel losser waren op seksueel vlak, konden het niet goed met elkaar vinden. De feministen pleitten voor de rechten van een sterke en onafhankelijke vrouw die het verdiende om te stemmen en recht had op dezelfde juridische privileges van de man. De modan gāru's waren naar hun mening vrouwen zonder zelfrespect die ervan genoten om als lustobject gezien te worden. Toch waren ze op feministisch vlak revolutionair genoeg door zich niet als een gehoorzamende, kinderbarende vrouw te gedragen.

## Reactie van de maatschappij
De modan garu was een vrouw die veel controverse teweeg bracht bij het publiek. Met haar uitdagende, westerse kledingstijl en rebelse karakter kon ze niet op veel sympathie rekenen van de traditionele bevolking. Velen van hen dachten dat de invloed van het Westen de traditionele cultuur van Japan zou laten verdwijnen. Ook het gedrag van de moga's zorgde voor veel negatieve reacties, deze waren sterk in contrast met de normen van toen. In de jaren hoorde een vrouw zich nederig en gehoorzaam op te stellen tegenover niet enkel haar man maar ook de rest van haar omgeving. De moga die luidop lachte en seksueel vrijgezind was, kon door een deel van de bevolking niet als een "Japanse vrouw" worden beschouwd. Daarentegen vonden sommige deze vrouw verfrissend en een mooi voorbeeld van hoe een Japanse vrouw het westen belichaamde. Uiteindelijk ontstond er een nieuw soort vrouw die zowel tennis kon spelen als thee ceremonies geven. Deze vrouw werd het nieuwe ideaalbeeld van de Japanse vrouw.

## Uiterlijk
Een van de belangrijkste kenmerken van de modan gāru is de typische westerse interbellum-mode (zie Flapper). Ze leert deze mode kennen dankzij de instroom van westerse films en magazines. Er openen tegelijkertijd westerse boetieks waar de moga haar kleren kon kopen en haar haren kon laten doen. Deze boetieks waren exclusief bestemd voor diegene die het zich konden veroorloven, dit verklaart tevens waarom de mensen van lagere stand deze mode trend nauwelijks of niet konden volgen.

## Kledingstijl

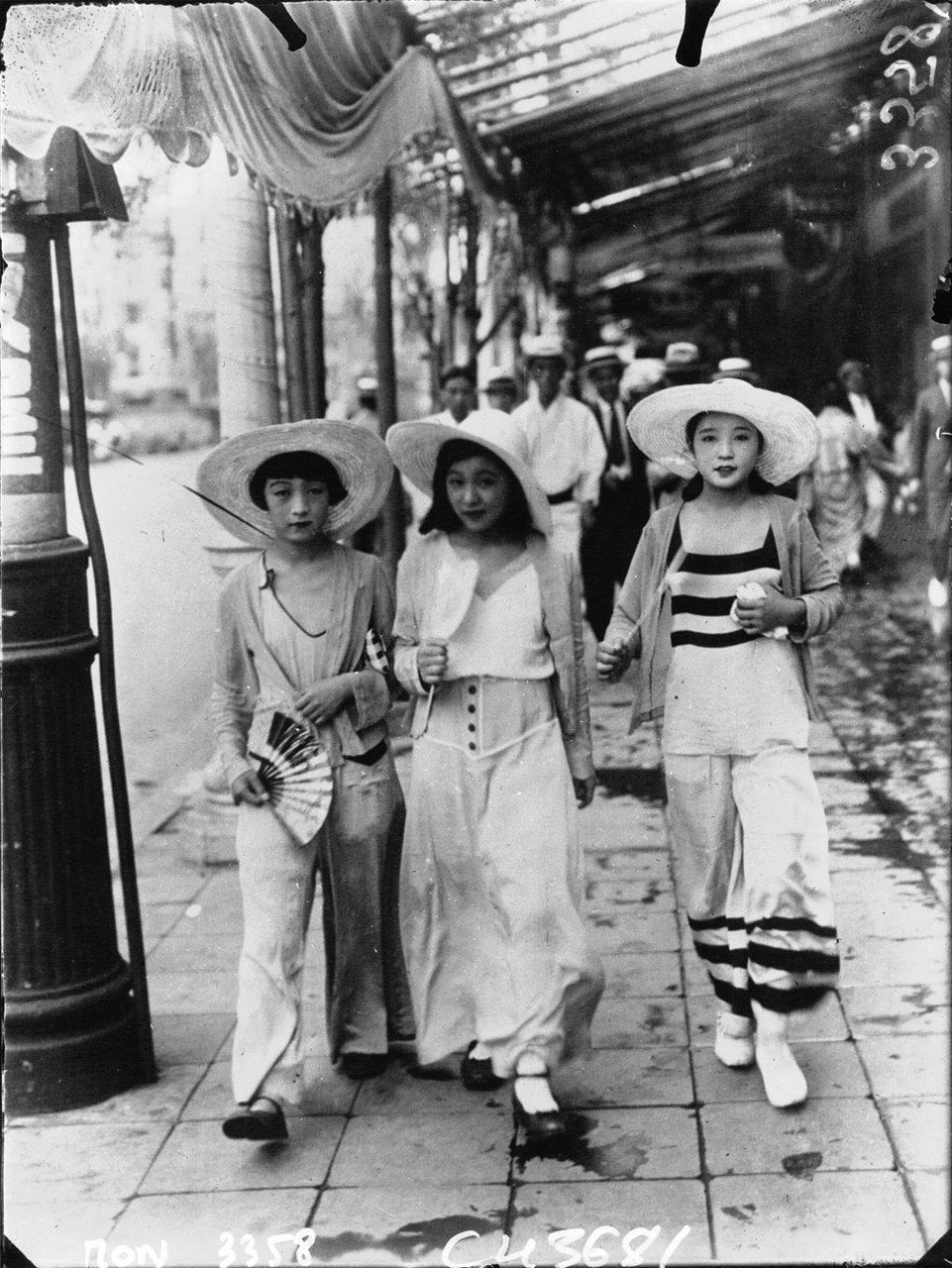
De moga's met hun westerse kleding

De traditionele kimono wordt ingewisseld voor aansluitende jurken en rokken die de vormen van het lichaam accentueren. Dit alleen al zorgde voor controverse, nauwsluitende kledij werd namelijk beschouwt als vulgair. De lengte van hun rokken en jurken kwam net boven de knie of lager, ter hoogte van de kuit of enkel, maar waren meestal niet aansluitend. Dit zorgde voor meer bewegingsvrijheid dat onder meer tijdens het dansen goed van pas kwam. Ze droegen ook kousen die de illusie gaven van huidskleur. Het strakke en harde korset, dat in de voorgaande victoriaanse modetrend erg hip was, werd nu vervangen door een flexibel korset dat de borsten platter maakte om de illusie van een jongensachtige figuur op te wekken. De nieuwe kleding ademde vrijheid en comfort uit, wat zeer in de smaak viel bij deze actieve vrouwen. De cloche hoed was ook een typisch accessoire van deze tijd die samen met de lange bontjas de look vervolledigde. Op het strand droegen de moga's de meest schokkende kledingstukken ooit van de jaren 20 vanuit Japans perspectief gezien: het badpak. Deze nauwsluitende kledingstukken bedekten het lichaam nauwelijks en zetten heel Japan in rep en roer.

## Cosmetica en haarstijl
Het herkenbaarst aan het gezicht van een modan garu is het korte kapsel. Het korte bobkapsel met watergolven en een zijdescheiding was het meest trendy kapsel van het moment. Voor feestelijke gelegenheden werd het kapsel afgewerkt met een hoofdband met veren of kostbare stenen. Het gezicht werd eerst bleker gemaakt met een poeder of fond de teint. Het bijna doodsbleke gezicht vormde een groot contrast met de felrode lippen. De lippen waren zodanig getekend dat het een kleine pruillip werd. De wenkbrauwen werden dun geëpileerd om dan hertekend te worden naar beneden en naar de slapen toe. Een van de nieuwste producten op de markt was de mascara. Deze verlengde de wimpers en opende de blik.

## Einde Moga tijdperk
Het einde van de moga kwam tot stand wanneer de wereldwijde economie in elkaar zakte, deze crisis staat bekend als de Grote Depressie. Hierbij kwam dan het incident van 26 februari. Deze militaire staatsgreep van 1936 legde het ideaal beeld van de voorbeeldige huisvrouw op aan de samenleving waardoor de moga-rage snel uitdoofde.